# Адмиттанс
Электри́ческий адмитта́нс (фр. admittance от лат. admittere пропускать, впускать) — комплексная проводимость двухполюсника для гармонического сигнала. В русскоязычной литературе этот термин обычно не применяется — вместо него употребляется термин «комплексная проводимость» (см., например, (Бессонов 1978)).
Стандартное обозначение адмиттанса в формулах — Y или y, размерность — dim Y = L−2M−1T3I2, единица измерения в СИ — сименс. Сокращенные обозначения — См, международное — S.

## Математический смысл
Под полной проводимостью понимают величину, обратную импедансу (полному сопротивлению):
{\displaystyle {\dot {Y}}=1/{\dot {Z}}={\frac {1}{R+jX}}=G+jB=\left|{\dot {Y}}\right|e^{j\arg {\dot {Y}}}}
где Z — импеданс; G — действительная составляющая полной проводимости (англ. conductance); B — мнимая составляющая полной проводимости (англ. susceptance).
Действительная и мнимая составляющие адмиттанса связаны с составляющими импеданса следующим образом:
{\displaystyle G={\frac {R}{R^{2}+X^{2}}}} ; {\displaystyle B={\frac {-X}{R^{2}+X^{2}}}}
где R и X — соответственно активная и реактивная составляющие импеданса
Модуль адмиттанса равен:
{\displaystyle Y={\sqrt {G^{2}+B^{2}}}}

## Физический смысл
Эквивалентную схему пассивного линейного двухполюсника в цепи переменного тока можно представить в виде двух соединенных параллельно элементов — идеального резистора с чисто активным сопротивлением и идеального (линейного и без потерь энергии) реактивного элемента (конденсатора или катушки индуктивности). При таком эквивалентном замещении активная проводимость резистора будет соответствовать действительной составляющей комплексной проводимости, а реактивная проводимость катушки или конденсатора — мнимой составляющей.
Закон Ома при использовании комплексной проводимости записывают в виде:
{\displaystyle {\hat {I}}={\hat {U}}Y} или {\displaystyle {\hat {I}}={\hat {U}}G-j{\hat {U}}B={\hat {I}}_{A}+{\hat {I}}_{R}}
где I — сила тока; IA и IR — активная и реактивная составляющие тока; U — напряжение на участке цепи

## Измерения
Для измерения адмиттанса применяются измерители иммитанса, анализаторы импеданса, измерители добротности, при этом измерения производятся косвенным методом, а в диапазоне СВЧ также используются измерительные линии и измерители полных сопротивлений тоже косвенным методом.